# Kreuth (Fürstenfeldbruck)
Kreuth ist ein Ortsteil der Oberbayerischen Stadt Fürstenfeldbruck im Landkreis Fürstenfeldbruck (Bayern). 

## Lage
Die Einöde liegt knapp südöstlich des Klosters Fürstenfeld und nahe an Gelbenholzen.